# V.34
V.34 to standard w komunikacji rekomendowany przez ITU-T, charakteryzujący się pełną transmisją dwukierunkową pomiędzy dwoma modemami wdzwanianymi (połączenie wdzwaniane, ang. dial-up) przy przepustowości łącza do 28,8 kbit/s. Inne dodatkowo zdefiniowane przepustowości to: 24,0 kbit/s, 19,2 kbit/s a także przepustowości, które są dopuszczalne przez zalecenia V.32 i V.32bis.
Standard ten jest następcą nieoficjalnego standardu V.FC (V.Fast Class) opracowanego przez firmy Hayes i Rockwell International, który był pierwszym szeroko dostępnym protokołem oferującym przepustowość 28,8 kbit/s.
Większość modemów standardu V.34 obsługuje także protokół V.FC jakkolwiek nie wszystkie nowoczesne modemy obsługują je oba.